# جياني ليوني
جياني ليوني (بالإيطالية: Gianni Leoni)‏ كان متسابق دراجات نارية إيطالي. نافس في سباقات بطولة العالم لفئة 250 سي سي ولفئة 125 سي سي ولفئة 50 سي سي. كما شارك في كأس جزيرة مان السياحية. توفي إثر حادث تعرض له أثناء السباق. أفضل سنة له كانت 1950 عندما حل ثانيا في بطولة العالم خلف برونو روفو.